# L'Europe commence à Sarajevo
« L'Europe commence à Sarajevo » est une liste de candidats présentée aux élections européennes de 1994 en France, menée par Léon Schwartzenberg et médiatisée notamment par Bernard-Henri Lévy, pour contraindre les partis politiques à prendre en compte la situation dans les Balkans. À l'époque, cette liste a été très médiatisée pendant la deuxième quinzaine de mai en raison tant des personnalités qui y figuraient ou qui la soutenaient que de l'actualité brûlante à Sarajevo, assiégée et bombardée par les forces serbes depuis deux ans, et à la fin du mois elle était créditée de 4 à 12 % des suffrages selon les instituts de sondage, le seuil minimal pour avoir des sièges étant de 5 %.
La liste a finalement été un échec, en n'obtenant que 1,57% des suffrages (305 633 voix).

## Initiateurs et candidats
La création de la liste a été annoncée par Bernard-Henri Lévy le 15 mai 1994 au cours de l'émission télévisée L'Heure de vérité consacrée à la présentation de son film documentaire Bosna ! au festival de Cannes 1994,.
Outre Léon Schwartzenberg (eurodéputé sortant qui était tête de liste), et Bernard-Henri Lévy (à la 21e place), on trouvait notamment parmi les candidats Michel Polac (31e), l'eurodéputée Nora Zaïdi (11e), Alain Touraine (13e), André Glucksmann (22e), Romain Goupil (17e), Pascal Bruckner (19e).
Jean-François Deniau, député (UDF-PR) du Cher, avait également été contacté pour y figurer, mais avait décliné l'offre, déclarant : « Pour eux, je ne suis pas sûr que ce soit très efficace et pour moi, je ne suis pas sûr que ce soit très correct » de participer à leur initiative.

## Comité de soutien
Un comité de soutien s'était formé, comprenant les écrivains Marek Halter, Susan Sontag et Paul Auster, la Sud-Africaine, prix Nobel de littérature, Nadine Gordimer, l'ancien maire de Belgrade Bogdan Bogdanović.
Le 29 mai, Marek Halter se retire du comité de soutien dans une carte blanche publiée par Le Monde : « J'ai tiré un enseignement de ma modeste expérience (...) », aussi « aurais-je été plus à l'aise dans un mouvement cherchant le dialogue de tous ceux qui, dans les deux camps, veulent la paix ».

## Débat sur la levée de l'embargo des armes vers la Bosnie
La position de Bernard-Henri Lévy et de la liste, à savoir la levée de l'embargo sur les armes à destination du gouvernement bosniaque, n'était pas partagée par les autres listes en lice, ce qui apparut notamment lors d'un débat animé à la Mutualité le 17 mai, où André Glucksmann qualifia les autres têtes de liste de « conducteurs de veaux ».
Bernard Kouchner, candidat sur la liste Rocard, affirma mensongèrement fin mai : « L'idée d'une liste Sarajevo était de moi, donc je ne peux la trouver mauvaise puisque j'ai failli lancer cette liste en janvier. Tout ce qui suscite débat à ce propos est excellent. Sur la liste que j'ai choisie, il y a un concept politique qui a de l'avenir et qui s'appelle le droit d'ingérence. ». En réalité l'idée est née à l'occasion du Forum d'opposition à la purification ethnique qui se déroula à Orléans en janvier 1994 à l'initiative de Thierry Gourvénec (24è position sur la liste) et des collectifs contre la purification ethnique de toute la France dont les représentants ont composé la liste. Il proposa l'idée à Léon Schwartzenberg au lendemain de la parution dans le Monde d'un article relatant les divers engagements de ces collectifs.

## Retrait de la liste
Le 30 mai, à quelques jours des élections, Bernard-Henri Lévy annonce le retrait de la liste, déclarant : « L'effet a atteint tous les objectifs possibles, on ne peut pas faire mieux, le but n'a jamais été d'envoyer cinq députés pro-Bosniaques à Strasbourg, mais de faire que chaque député européen ait la Bosnie en tête ».

## Sondages et résultats
Maintenue par Léon Schwartzenberg, la liste obtient finalement 1,57 % des suffrages exprimés. Elle avait été créditée fin mai par l'Ipsos de 12 % d'intentions de vote et par l'institut CSA de 7 %,,. Un sondage Sofres réalisé les 25 et 26 mai et publié le 30 indiquait quant à lui que sans la présence de la liste Sarajevo, les résultats des listes auraient peu varié : Baudis + 0,5 %, Rocard + 1 %, Tapie + 0,5 %, Chevènement + 0,5 %, Lalonde 0,5 % et Isler-Béguin + 1 %. Au sujet des grandes divergences entre les instituts de sondage, Jérôme Jaffré, directeur des études politiques de l'institut de la Sofres, a déclaré dans une interview publiée par La Tribune que le score de 12 % d'Ipsos « tient à un biais choquant introduit par l'institut car, dans la question, on a attiré l'attention des personnes questionnées en leur indiquant la présence d'une liste Sarajevo ». Une méthode qu'il a jugée « contraire à toutes les pratiques professionnelles, où l'on doit s'abstenir d'attirer l'attention sur une liste ou sur une autre ». Le sondage CSA avait été réalisé par téléphone, méthode qui aurait abouti à mettre en exergue le nom de Sarajevo, dans une période où il était très présent dans les médias.

## Liste des candidats
La liste complète, telle que présentée au ministère de l'Intérieur et publiée au Journal officiel de la République française, était la suivante :
1. Léon Schwartzenberg
2. Viviane Monnier
3. Antoine Sanguinetti
4. Patrick Varin
5. Patrick Aeberhard
6. Dominique Larroque-Laborde
7. Paul Garde
8. Daniel Fleury
9. Alain Joxe
10. Maria Winkler
11. Nora Zaïdi
12. Bernard Faivre d'Arcier
13. Alain Touraine
14. Boris Najman
15. Marina Vlady
16. Gilles Robel
17. Romain Goupil
18. Daniel Rondeau
19. Pascal Bruckner
20. Svebor Dizdarevic
21. Bernard-Henri Lévy
22. André Glucksmann
23. Emmanuel Wallon
24. Thierry Gourvénec
25. Michel Feher (nationalité belge)
26. Valérie Rosier
27. François Tanguy
28. Claude Bourdet
29. Claude Bébon
30. Patrice Champion
31. Michel Polac
32. Fadil Ekmecic
33. Michel Laval
34. Guy Neuville
35. Gérard Toulouse
36. Paul Windey (nationalité belge)
37. Michel Messmer
38. Claire Brière-Blanchet
39. Madeleine Guyot
40. Frédérique Baron-Renault
41. Jean-Jacques Meysembourg
42. Louis Geli
43. François Fejtő
44. Florence Faurie-Vidal
45. Claire Lévy-Vroelant
46. Monique Guittenit
47. Samra Mulic
48. Gilles Hertzog
49. Uriel Moch
50. Tatiana Globokar
51. Luc Boltanski
52. François Tanzy
53. Robert Boyer-Gibaud
54. Laurence Hansen-Love
55. Slavko Mihaljcek
56. Rémy Degoul
57. Dino Colic
58. Jean-Paul Dollé
59. Grégoire Cochetel
60. François Soltic
61. Marie-Françoise Allain
62. Cécile Victorri
63. Philippe Leduc
64. Marie-Laurence Simonet
65. Geneviève Decrop
66. Gérard Ignasse
67. Joël Boullery
68. Jean Chesneaux
69. Géraldine Muhlmann
70. Patrick Laburthe-Tolra
71. Thérèse Auclair
72. Cécile Sakai
73. Bertrand Dubedout
74. Cécile Rocheman, épouse Burnier, dite Romane
75. Isabelle Delpla
76. Bertrand Visage
77. Pierre-François Oudot
78. Nedim Gürsel
79. Lionel Charles
80. Françoise Régnier
81. François Dupuy
82. Paul Scelles
83. Guy Suarès
84. Bernard Roulleau
85. Bruno Grout de Beaufort
86. Thérèse de Saint-Phalle
87. Francis Jeanson